# Friedrich Carl Janssen
Friedrich Carl Janssen (* 5. Mai 1944 in Hirschberg/Schlesien) ist ein ehemaliger deutscher Bankier.

## Leben
Seine berufliche Tätigkeit begann er als gelernter Maurer.
1968 begann er nach dem Studium der Betriebswirtschaft seine berufliche Laufbahn bei der Rheinisch-Westfälischen Treuhand AG. Eine weitere Station seiner Karriere war die Wirtschaftsprüfungsgesellschaft  KPMG (damals Deutsche Treuhand Gesellschaft). Janssen war von 1990 bis 1994 als CEO der ITS Reisen Gruppe im Vorstand der Kaufhof AG. Er scheiterte dort an der Übernahme der Schweizer Reisefirma Kuoni. Er war anschließend Seniorpartner bei Arthur Andersen in Düsseldorf. Ab November 2001 war er Vorstandsvorsitzender des IDW (Institut der Wirtschaftsprüfer). Seit dem Jahr 2002 arbeitete er bei der Privatbank Sal. Oppenheim; ab 2004 war er dort einer der persönlich haftenden Gesellschafter und für die Bereiche Risikomanagement, Beteiligungen und Bankbetrieb sowie die Rechts- und Steuerabteilung zuständig. Janssen war von Mitte November 2008 bis zum 31. Oktober 2009  Aufsichtsratsvorsitzender des in wirtschaftlichen Schwierigkeiten steckenden Arcandor-Konzerns.
Friedrich Carl Janssen ist verheiratet und Vater einer Tochter.
Seit dem 27. Februar 2013 musste sich Janssen gemeinsam mit Christopher von Oppenheim, Matthias Graf von Krockow, Dieter Pfundt und Josef Esch vor dem Landgericht Köln verantworten. Der ehemaligen Führung wurde Untreue (§ 266 StGB) in besonderer Schwere vorgeworfen. Janssen wurde schließlich zu einer Haftstrafe in Höhe von zwei Jahren und zehn Monaten verurteilt. Unter allen Verurteilten war er der Einzige, bei welchem die Strafe nicht zur Bewährung ausgesetzt wurde. Das Urteil wurde im März 2018 vom BGH bestätigt. Die Gefängnisstrafe hat er Ende August 2020 angetreten.
Seit dem 11. Mai 2017 muss sich Janssen in einem weiteren Prozess gemeinsam mit anderen Aufsichtsrats-Mitgliedern der Arcandor AG wegen des Vorwurfs der Untreue verantworten. In dem Verfahren, welches auf Anklage der Staatsanwaltschaft Bochum beruht, geht es um Bonuszahlungen in Millionenhöhe, die der damalige Vorstandsvorsitzende Thomas Middelhoff und ein weiterer Manager im Jahre 2008 kurz vor der Konzernpleite erhalten haben sollen. Middelhoff selbst wird in diesem Zusammenhang die Anstiftung zur Untreue vorgeworfen. Dieser Prozess wurde gegen Zahlung von 75.000 Euro eingestellt.
Friedrich Carl Janssen bewohnte nach 1990 die Villa Herstatt in der Goethestraße 67 in der
Villenkolonie Köln-Marienburg.